# 잭 샌퍼드
존 스탠리 샌퍼드(영어: John Stanley Sanford, 1929년 5월 18일~2000년 3월 7일)는 미국의 프로 야구 선수이다. 12시즌 동안 메이저 리그 베이스볼(MLB)에서 투수로 뛰었다. 28세의 나이에 필라델피아 필리스에서 늦깎이 신인으로 탈삼진 188개를 잡아내며 내셔널 리그 탈삼진 부문 1위를 차지했던 활약으로 잘 알려져 있다. 이후 샌프란시스코 자이언츠에서 시즌 20승을 달성했으며 월드 시리즈에도 출전했다. 이외에도 캘리포니아 에인절스, 캔자스시티 애슬레틱스에서 선수 생활을 했다.